# ميك آدامز
ميك آدامز (بالإنجليزية: Mick Adams)‏ هو لاعب دوري الرغبي بريطاني، ولد في 28 سبتمبر 1951 في ويدنس ‏ في المملكة المتحدة، وتوفي في 9 مارس 2017 في تامورث في أستراليا.